# Église Saint-Joseph d'Oignies
L'église Saint-Joseph est une église catholique de la ville d'Oignies dans le Pas-de-Calais. Dédiée à saint Joseph, elle a été construite par la Compagnie des mines d'Ostricourt pour les mineurs immigrés polonais en 1925.

## Histoire et description
Remplaçant une petite chapelle provisoire élevée en 1922, l'église néo-gothique est construite en 1925 au bout d'un jardin, près de l'ancienne cite minière Saint-Éloi, dans un quartier longtemps surnommé « la Petite Pologne ». Elle desservait les ouvriers de la fosse n° 1 des mines d'Ostricourt (fermée en 1969), encadrés par la Mission polonaise. Les messes y sont aujourd'hui célébrées en semaine et le dimanche en polonais et en français.

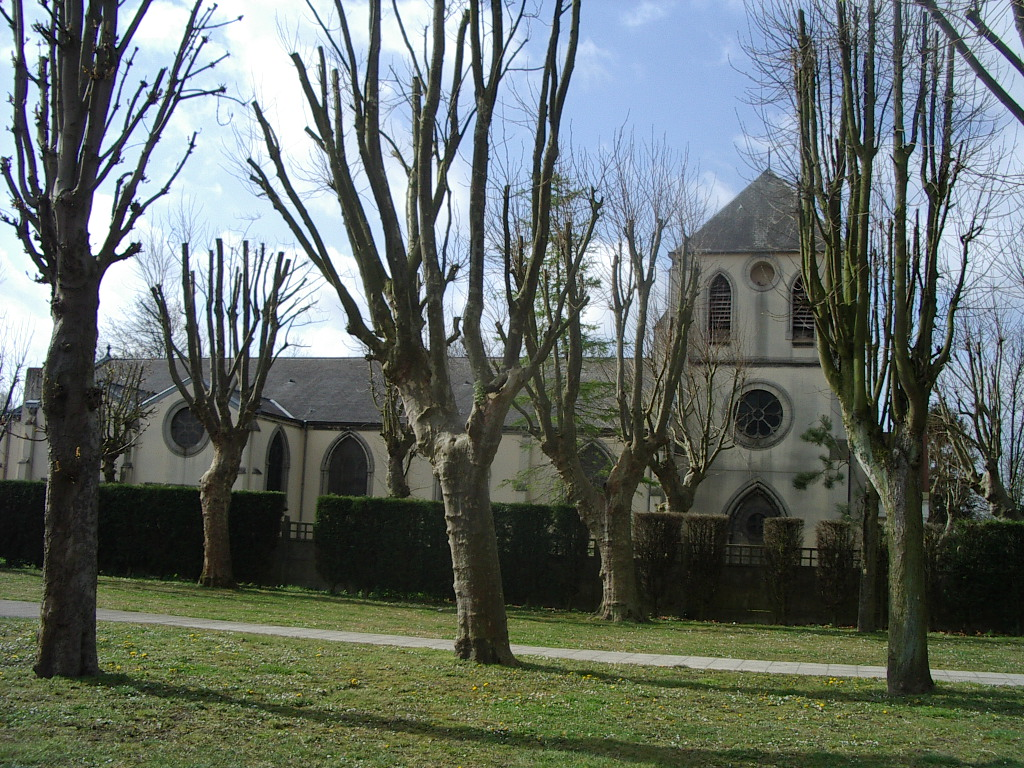
Vue de côté.

L'église blanche de style néo-gothique présente un plan de croix latine. Un porche sous auvent à fronton gothique est supporté par trois colonnes toscanes et un pilastre (accolé au mur du fond) de chaque côté, devant un clocher fort massif et carré dont la façade est flanquée de contreforts. Celui-ci montre deux baies ogivales sur trois côtés avec un oculus. Des deux côtés se trouve une rosace au-dessus d'un portail ogival.